# متحف هارفارد للمعادن

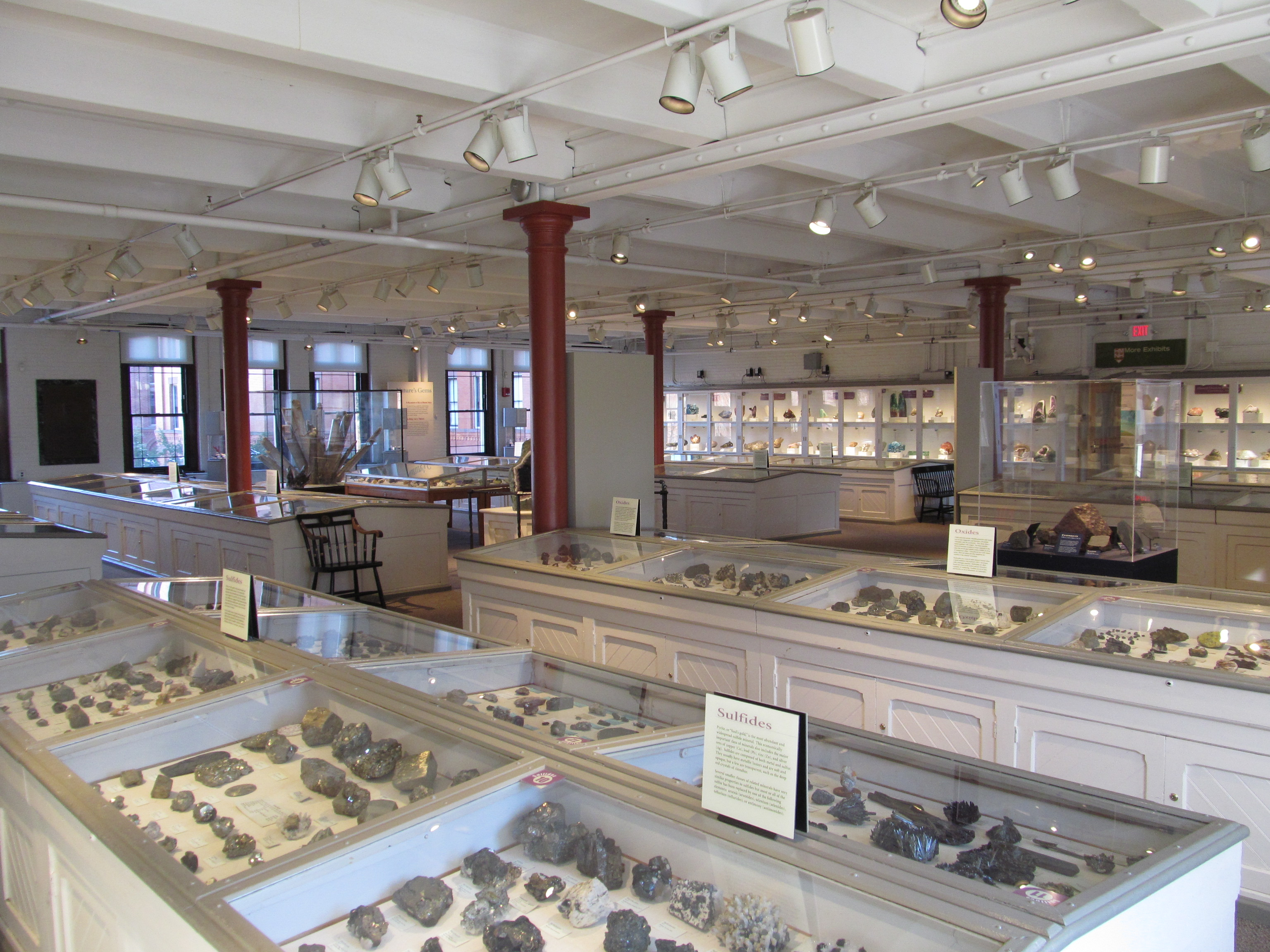
متحف هارفارد للمعادن

يقع متحف هارفارد للمعادن والجيولوجيا، أو متحف هارفارد للمعادن على شكل مختصر من الاسم في حرم جامعة هارفارد في كامبريدج، ماساتشوستس.
يعد متحف التاريخ الطبيعي لعلم المعادن والجيولوجيا في جامعة هارفارد أحد المتاحف البحثية الثلاثة التي تشكل مجتمعة متحف هارفارد للتاريخ الطبيعي.